# Франклин (округ, Кентукки)
Фра́нклин (англ. Franklin County) — округ в США, штате Кентукки. Официально образован 10 мая 1795 года. По состоянию на 2010 год, численность населения составляла 49 285 человек. Получил своё название в честь американского политического деятеля Бенджамина Франклина.

## География
По данным Бюро переписи США, общая площадь округа равняется 549 км², из которых 545 км² суша и 4 км² или 0,78 % это водоёмы.

## Население
По данным переписи населения 2000 года в округе проживает 47 687 жителей в составе 19 907 домашних хозяйств и 12 840 семей. Плотность населения составляет 88,00 человек на км2. На территории округа насчитывается 21 409 жилых строений, при плотности застройки 39,00 строений на км2. Расовый состав населения: белые — 87,98 %, афроамериканцы — 9,36 %, коренные американцы (индейцы) — 0,13 %, азиаты — 0,72 %, гавайцы — 0,02 %, представители других рас — 0,55 %, представители двух или более рас — 1,24 %. Испаноязычные составляли 1,11 % населения независимо от расы.
В составе 29,50 % из общего числа домашних хозяйств проживают дети в возрасте до 18 лет, 48,70 % домашних хозяйств представляют собой супружеские пары проживающие вместе, 12,20 % домашних хозяйств представляют собой одиноких женщин без супруга, 35,50 % домашних хозяйств не имеют отношения к семьям, 30,40 % домашних хозяйств состоят из одного человека, 10,60 % домашних хозяйств состоят из престарелых (65 лет и старше), проживающих в одиночестве. Средний размер домашнего хозяйства составляет 2,30 человека, и средний размер семьи 2,86 человека.
Возрастной состав округа: 22,60 % моложе 18 лет, 9,70 % от 18 до 24, 30,50 % от 25 до 44, 24,90 % от 45 до 64 и 24,90 % от 65 и старше. Средний возраст жителя округа 37 лет. На каждые 100 женщин приходится 93,70 мужчин. На каждые 100 женщин старше 18 лет приходится 89,70 мужчин.
Средний доход на домохозяйство в округе составлял 40 011 USD, на семью — 51 052 USD. Среднестатистический заработок мужчины был 32 826 USD против 26 201 USD для женщины. Доход на душу населения составлял 21 229 USD. Около 6,90 % семей и 10,70 % общего населения находились ниже черты бедности, в том числе — 12,80 % молодёжи (тех, кому ещё не исполнилось 18 лет) и 12,20 % тех, кому было уже больше 65 лет.